# Naranjito (kanton)
Naranjito – kanton w prowincji Guayas, w Ekwadorze. Stolicą kantonu jest Naranjito.